# بیلی سلسکی
بیلی سلسکی (انگلیسی: Billy Celeski؛ زادهٔ ۱۴ ژوئیهٔ ۱۹۸۵) بازیکن فوتبال اهل استرالیا است.
از باشگاه‌هایی که در آن بازی کرده‌است می‌توان به باشگاه فوتبال ملبورن ویکتوری، باشگاه فوتبال پرث گلوری، باشگاه فوتبال الشعب امارات، باشگاه فوتبال لیائونینگ و باشگاه فوتبال نیوکاسل یونایتد جتس اشاره کرد.